# Jennifer Oeser
Jennifer Oeser, nemška atletinja, * 29. november 1983, Brunsbüttel, Zahodna Nemčija.
Nastopila je na poletnih olimpijskih igrah v letih 2008, 2012 in 2016, ko je dosegla deveto mesto v sedmeroboju. Na svetovnih prvenstvih je v isti disciplini osvojila srebrni medalji v letih 2009 in 2011, na evropskih prvenstvih pa bronasto medaljo leta 2010.